# Pteromalus cyniphidis
Pteromalus cyniphidis är en stekelart som först beskrevs av Carl von Linné 1758.  Pteromalus cyniphidis ingår i släktet Pteromalus, och familjen puppglanssteklar. Arten är reproducerande i Sverige.